# Depot von Kehmstedt

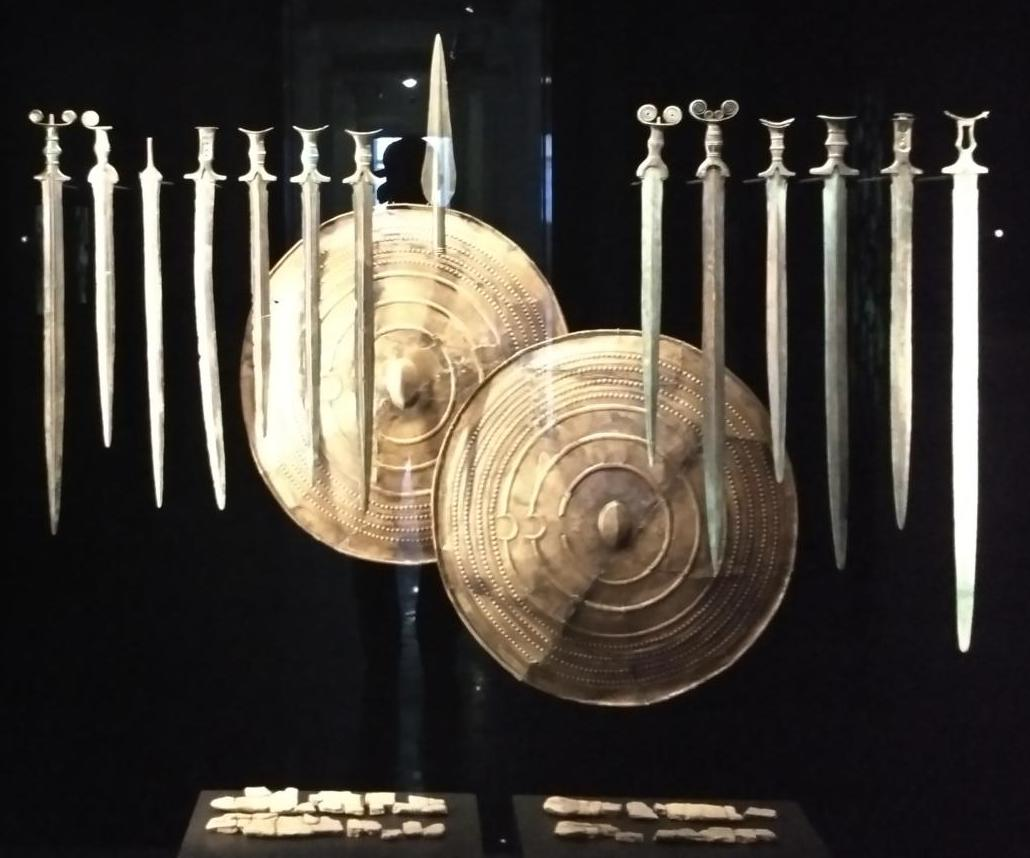
Die Depotfunde von Kehmstedt (links) und Bothenheilingen (rechts) mit den Bronzeschilden von Herzsprung (Brandenburg) und zwei Schwertgussformen aus Wennungen (Sachsen-Anhalt); Landesmuseum für Vorgeschichte, Halle (Saale)

Das Depot von Kehmstedt ist ein aus sieben Schwertern und einer Lanzenspitze bestehender Depotfund der späten Bronzezeit aus Kehmstedt im Landkreis Nordhausen, Thüringen. Das Depot stammt aus dem 9. oder 8. Jahrhundert v. Chr. Es ist heute im Landesmuseum für Vorgeschichte in Halle (Saale) ausgestellt.

## Fundgeschichte
Das Depot wurde 1906 beim Ausbau der Straße von Kehmstedt nach Bleicherode entdeckt.

## Beschreibung
Die Waffen zeigten bei ihrer Auffindung alle in eine Richtung, was darauf schließen lässt, dass sie in einem Bündel niedergelegt worden waren. Das Gesamtgewicht der Funde beträgt 5,36 kg. Bei den Waffen handelt es sich um zwei Antennenschwerter (im Folgenden Nr. 1 und 2, ein Auvernierschwert (Nr. 3), drei Möringenschwerter (Nr. 4–6), ein Schwert mit ovaler Angel ohne Griff (Nr. 7) und eine Lanzenspitze (Nr. 8).

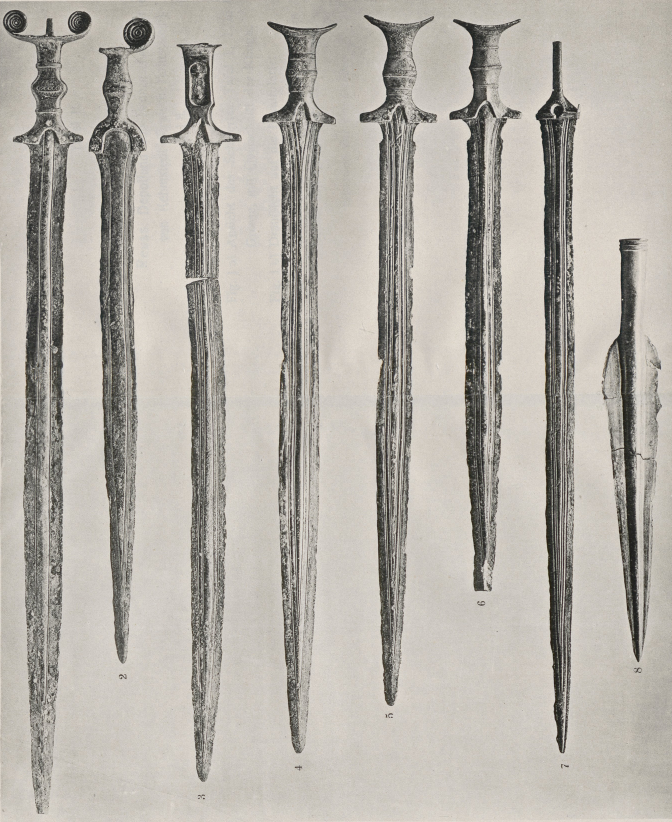
Das Depot: zwei Antennenschwerter, ein Auvernierschwert, drei Möringenschwerter, ein Schwert mit ovaler Angel ohne Griff, eine Lanzenspitze
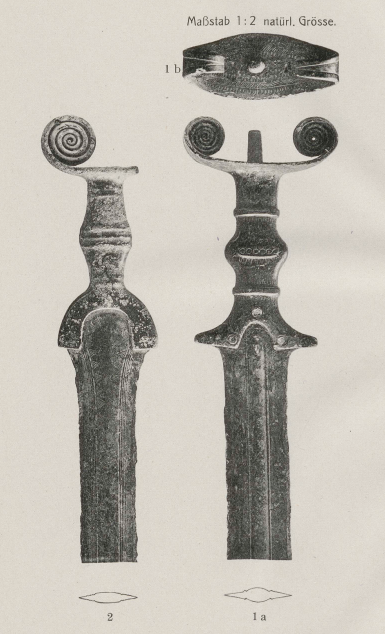
Detailansicht der Schwertgriffe
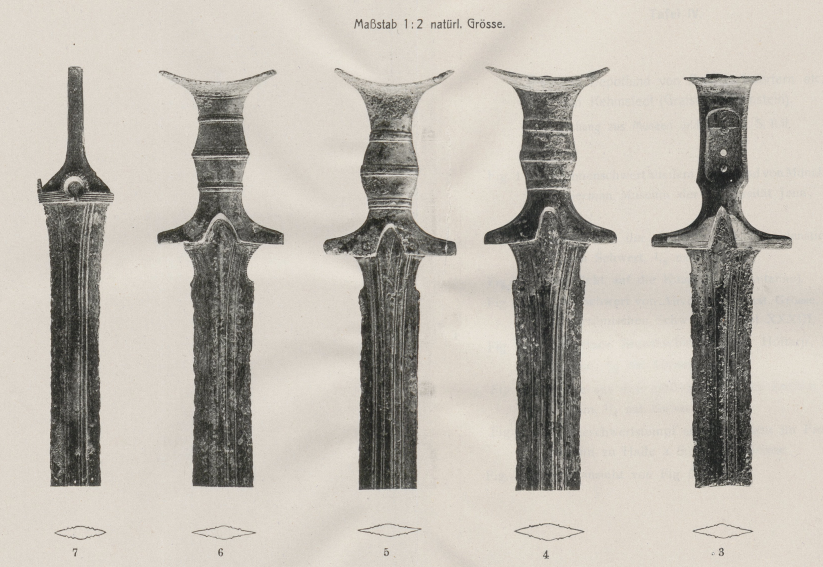
Detailansicht der Schwertgriffe

Die Gegenstände sind nicht genormt, sondern weisen unterschiedliche Maße und Materialzusammensetzungen auf. Die Schwerter haben folgende Maße:
| Nr. | Gewicht  | Gesamtlänge | Klingenlänge | max. Klingenbreite | Klingenlänge/Klingenbreite |
| --- | -------- | ----------- | ------------ | ------------------ | -------------------------- |
| 1   | 1 kg     | ~77,5 cm 1  | ~65,5 cm 1   | 3,7 cm             | 17,7                       |
| 2   | 0,62 kg  | 62 cm       | 49 cm        | 3,3 cm             | 15                         |
| 3   | 0,805 kg | 70 cm       | 60,5 cm      | 3,4 cm             | 17                         |
| 4   | 0,92 kg  | 70 cm       | 60 cm        | 4 cm               | 15                         |
| 5   | 0,61 kg  | 66 cm       | 56 cm        | 3,5 cm             | 16                         |
| 6   | 0,605 kg | ~57,5 cm 2  | ~47,5 cm 2   | 3,5 cm             | 13                         |
| 7   | 0,495 kg | 68,5 cm     | 61 cm        | 2,9 cm             | 21                         |

Die Lanzenspitze hat eine Gesamtlänge von 41 cm. Das Blatt hat eine maximale Breite von 6 cm und die Tülle einen Mündungsdurchmesser von 2,2 cm.